# Mesa de Ocaña
La Mesa de Ocaña es una comarca de la provincia de Toledo. Se encuentra situada al noreste de la provincia, y se extiende a lo largo de una limitada pero alta planicie, que a modo de "mesa" o páramo, resalta a más de cien metros sobre el valle del Tajo, enlazando por el sur y por el este con el resto de la llanura manchega, de la que geomorfológicamente queda bien diferenciada.
Limita al norte con la vega de Aranjuez (Comarca de Las Vegas), al sur, con Los Yébenes y la Mancha de Toledo; al oeste, La Sagra y Toledo, y al Este, con La Mancha de Cuenca.

## Municipios
| Municipio                | Población | Superficie | Densidad |
| ------------------------ | --------- | ---------- | -------- |
| Cabañas de Yepes         | 278       | 18         | 15,51    |
| Ciruelos (Toledo)        | 611       | 23         | 26,57    |
| Dosbarrios               | 2.302     | 112        | 20,63    |
| La Guardia (Toledo)      | 2.387     | 196        | 12,2     |
| Huerta de Valdecarábanos | 1.817     | 83         | 21,89    |
| Lillo (Toledo)           | 2.898     | 151        | 19,19    |
| Noblejas                 | 3.589     | 70         | 51,27    |
| Ocaña (Toledo)           | 11.093    | 148        | 75       |
| Ontígola                 | 4.250     | 41,49      | 102,43   |
| Santa Cruz de la Zarza   | 4.328     | 264        | 17,15    |
| Villamuelas              | 692       | 43         | 16,09    |
| Villarrubia de Santiago  | 2.716     | 155        | 17,52    |
| Villasequilla            | 2.587     | 77         | 33,6     |
| Villatobas               | 2.606     | 182        | 14,36    |
| Yepes                    | 5.070     | 85         | 59,65    |

## Geografía

### Geomorfología
La Mesa de Ocaña, a modo de peldaño, se levanta con abruptos escarpes desde la ribera del Tajo al norte, para morir bruscamente, hacia el sur, en el escalón de La Guardia; por sus laterales también les acompaña encajonados valles y barrancos de los ríos Algodor (al oeste) y el Cedrón (al este), que han erosionado, a lo largo de miles de años, la formación de margas yesíferas. Tan variados rasgos geomorfológicos es lo que hacen de la Mesa de Ocaña una planicie diferente y separada de la llanura manchega, propiamente dicha, aunque tendría su continuidad natural al norte de la vega del Tajo en el Páramo de la Alcarria.

### Ubicación

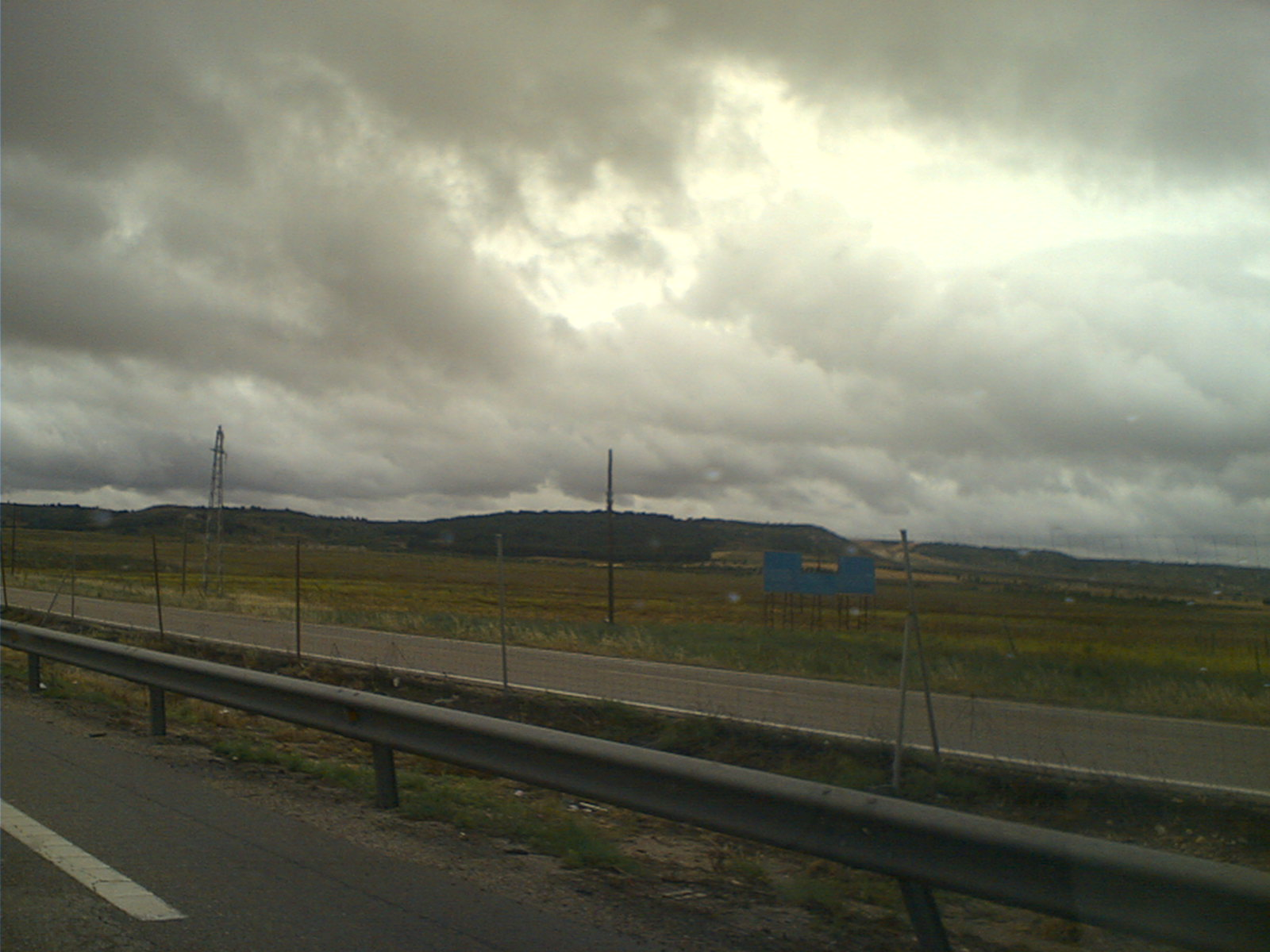
Páramos de la Mesa de Ocaña.

La Mesa de Ocaña comprende los municipios de: 
Cabañas de Yepes (17,97 km²), Ciruelos (22,94 km²), Dosbarrios (111,59 km²), La Guardia (195,59 km²), Huerta de Valdecarábanos (83,00 km²), Lillo (151,40 km²), Noblejas (69,67 km²), Ocaña (147,91 km²), Ontígola (41,49 km²), Santa Cruz de la Zarza (264,54 km²), Villamuelas (43,36 km²), Villarrubia de Santiago (155,29 km²), Villasequilla (76,95 km²), Villatobas (182 km²) y Yepes (84,97km²). Abarca una extensión de 1.467,76 km².

### Clima
El tipo de clima puede considerarse mediterráneo continentalizado, por lo que las temperaturas son extremas. Con veranos calurosos (temperaturas medias superiores a los 26 °C) e inviernos fríos (temperaturas medias mensuales inferiores a los 6º).

## Demografía
Según el INE (padrón 2014), la población asciende a 47 230 hab., lo que supone una densidad media de 32,17 hab/km².
La capital oficiosa histórico-cultural de esta comarca es Ocaña (11 093 hab.), partido judicial y potencia en la industria del mueble.

## Patrimonio cultural

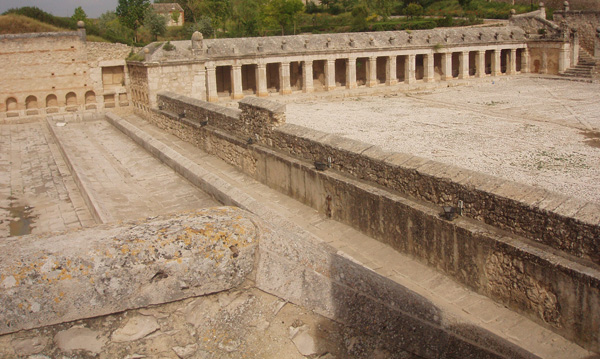
Fuente Grande en Ocaña.

Esta comarca presenta un rico patrimonio cultural y arquitectónico. Sin olvidar sus importantes yacimientos arqueológicos de diferentes culturas y épocas a lo largo de los siglos.
Yacimientos como el poblado amurallado de la Edad del Hierro "Plaza de Moros" en Villatobas, "Las esperillas" en Sta. Cruz de la Zarza, etc. Ocaña, la bella en lontananza, convertida a causa de su historia en conjunto monumental. 
Yepes señorío eclesiástico durante siglos del arzobispado de Toledo, declarado conjunto histórico-artístico. Catedral de la Mancha
Si por algo se caracterizan los pueblos que configuran la llamada Mesa de Ocaña es por dos elementos comunes a todos ellos: los restos de fortalezas medievales, arquitectura militar que recuerda su intenso pasado histórico, y sus iglesias y ermitas, procedentes de las órdenes militares y de los señoríos eclesiásticos. 
Así, representan la arquitectura defensiva el castillo de Oreja en Ontígola, el castillo de Monreal en Dosbarrios, los restos del castillo de Huerta de Valdecarábanos, el castillo y la fortaleza de La Guardia. Por su parte, las iglesias parroquiales recortan su perfil destacándose en la llanura, como la de Cabañas de Yepes y Ciruelos, ambas del siglo XVI, la de Dosbarrios, de románico tardío del siglo XV, las de Noblejas y Villamuelas, de estillo barroco, la de Villarrubia de Santiago, estilo herreriano, Villatobas, gótico y Villasequilla, con torre mudéjar.

## Artesanía
La artesanía tiene en la comarca una gran tradición y una gran variedad que ha sabido conservar y potenciar. 
Entre ellas destaca la alfarería, heredada del legado mozárabe, y que tiene su representación en Ocaña, Villarrubia de Santiago, Sta. Cruz de la Zarza y Villamuelas. 
Los trabajos en hierro tienen también su máximo exponente en esta comarca, junto con las tallas de madera o labores de esparto, enea y mimbre. Destacan el vidrio, la ebanistería y la fabricación de botas de vino en Noblejas y la tonelería en madera que mantiene su tradición en Villarrubia de Santiago.

## Gastronomía

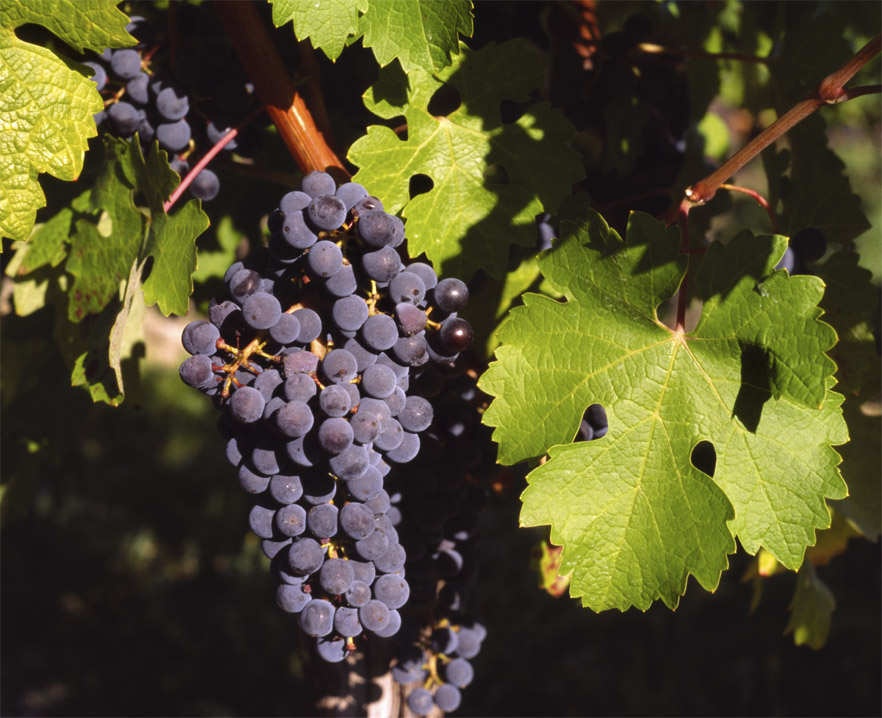
Uvas de la variedad Cabernet Sauvignon.

Es una típica cocina tradicional castellana, destacando los platos alrededor de la caza, y en especial la perdiz, como su principal protagonista en las más diversas preparaciones. También son tradicionales los asados, las calderetas de cordero, los cochifritos, etc. Sin olvidar las omnipresentes gachas o puches, elaboradas con harina de guijas o almortas; así como las migas, las judías con perdiz, el atascaburras (para los días de nieve), el pisto manchego y el arroz con liebre.
De repostería, se puede citar una amplia gama de dulces y postres, como: los borrachos de Ocaña, los mantecados, los hojaldres, o los turcos y melindres de Yepes. 
En cuanto a los vinos, la subcomarca está integrada en la Denominación de Origen La Mancha, manteniendo el mismo buen prestigio internacional que el alcanzado para la Mancha Alta. Entre los municipios vinateros más destacados, tenemos a: Villamuelas, Ocaña, Yepes, Villarrubia de Santiago, Santa Cruz de la Zarza, Noblejas, entre otros. Algunos de sus municipios están integrados en la Denominación de Origen Uclés.
Entre las variedades de uva blanca, se cultiva, preferentemente, la  Airén, y la Viura o Macabeo; en las variedades tintas, la Tempranillo o Cencibel y la Cabernet Sauvignon.

## Entorno ambiental
La Mesa de Ocaña presenta parajes que combinan la austeridad del páramo con la frescura de humedales recónditos, con imponentes fuentes, regueros y esteros, que hablan de la cultura del agua. 
Construcciones hidráulicas tradicionales junto a las que ha transcurrido la vida sencilla de los pueblos: caños, abrevaderos y lavaderos. Puede citarse, en Ocaña, su Fuente Grande, trazada por Juan de Herrera; o  la Fuente Vieja, también en sus inmediaciones. En Noblejas, la Fuente de los Tres Caños; como las fuentes de Villarrubia de Santiago, Dosbarrios, Sta. Cruz de la Zarza, etc. 
Además existe una riqueza natural muy importante, presentando hábitats únicos que han sido definido como prioritarios por las directivas europeas. Estos son las zonas declaradas como Lugares de Importancia Comunitaria (LIC's): las Salinas de Toledo, los Yesares del Valle del Tajo y las Estepas. 
También podemos citar las Zonas de Especial Protección para las Aves (ZEPA's) que también se hallan en esta subcomarca. No hay que olvidar también, la importante zona de la vega del Tajo al norte de la Mesa (Ontígola, Noblejas, Villarrubia de Santiago y Santa Cruz de la Zarza), que como municipios de ribera presentan una gran biodiversidad.

## Monumentos y lugares de interés

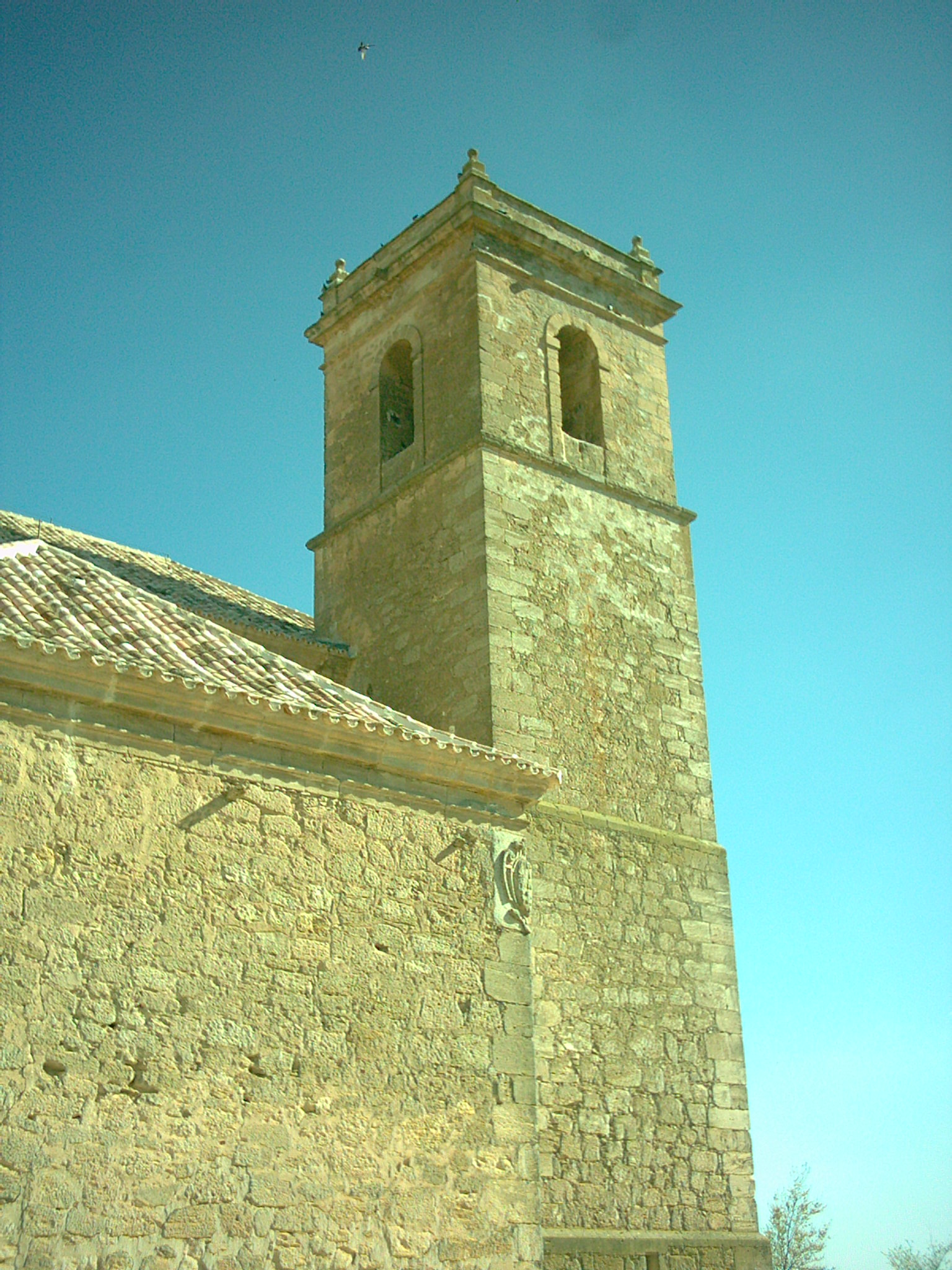
Iglesia de Santiago Apóstol en Santa Cruz de la Zarza.

Ocaña: Conjunto monumental, con la plaza Mayor, el palacio de los Cárdenas y la Fuente Grande, declarados Monumento Nacional, a los que se suman el Convento de Santo Domingo y su centro de interpretación "Porticum Salutis", Fuente Vieja, etc.
Santa Cruz de la Zarza: iglesia de Santiago Apóstol, iglesia de San Miguel Arcángel, convento de Trinitarios, Casa del Gallo, Casa de Chacón, Plza. Mayor, Casa de las Cadenas, Casa de la Tercia, Fuente de los Caños, Casa consistorial.
Yepes: Declarado conjunto histórico-artístico, destacan sus murallas, la plaza Mayor y la iglesia de San Benito Abad.
Villatobas: santuario de Jesús Nazareno, yacimiento arqueológico Plaza de Moros.
Lillo: patrimonio natural: Laguna del Longar, las del Altillo y la Albardiosa. Aeródromo D. Quijote de La Mancha, Hospedería San Pedro Bautista.
Noblejas: Bodegas y almazaras tradicionales.
Villarrubia de Santiago: Merenderos del Tajo, ermita del Castellar.
La Guardia: Casa de los Jaenes, el pósito, viviendas trogloditas.
Dosbarrios: Castillo de Monreal, Casa de los Monos, edificio Pósito, 
Convento de los Trinitarios, 
varias fuentes(entre ellas la diseñada por Juan de Herrera)